# Chiesa di San Rocco (Düsseldorf)
La chiesa di San Rocco (in tedesco: Rochuskirche) è un luogo di culto cattolico di Düsseldorf, in Germania.

## Storia
La chiesa neoromanica di San Rocco fu costruita tra il 1894 e il 1897 su progetto dell'architetto Josef Kleesattel. Venne consacrata nel 1897 e utilizzata dalla comunità.
Era una basilica a tre navate con pilastri e colonne con un coro semicircolare chiuso, che era decorato con una galleria. Anche le ali a croce a tre navate avevano estremità semicircolari. Una massiccia torre ottagonale alta 47 metri si innalzava sopra l'incrocio. La navata centrale era riccamente strutturata da trifore e arcate di finestre. La torre principale è ancora oggi esistente. Ciò che era notevole della torre erano il portale e l'atrio. Le torrette orientali erano attaccate a entrambi i lati del coro principale. Il palcoscenico dell'organo si estendeva sul piano superiore della torre e su tutta la prima navata centrale. La sacrestia e gli ambienti accessori erano negli angoli incassati tra il coro e il transetto. Le superfici esterne erano rivestite di tufo, il resto dell'architettura era in arenaria. Le colonne arcate della navata centrale erano in granito belga. I costi di costruzione furono 800.000 marchi e la chiesa aveva spazio per 3400 persone. Il pittore Alexander Linnemann aveva creato 13 finestre di vetro.
Dopo la distruzione nella seconda guerra mondiale, la chiesa rimase inizialmente in rovina. Nel 1950 il Comune decise di non ricostruirla dalle sue rovine, anche se ciò sarebbe stato ancora possibile. Nel 1953, ad eccezione del campanile, tutto il complesso fu fatto saltare in aria. Il vecchio campanile della chiesa, tuttavia, è rimasto in piedi come un memoriale con una guglia accorciata e il portale principale rimosso.
La nuova chiesa è stata progettata dall'architetto Paul Schneider-Esleben. e la sua costruzione fu completata nell'agosto 1954. L'interno della chiesa è stato sostituito da una moderna cupola a forma di uovo attorno all'ex altare maggiore. L'edificio ha una facciata in mattoni a forma di diamante ed è movimentato da una fascia ad onda continua. La facciata e la struttura del tetto sono separate da una stretta fascia di luce continua. I gusci parabolici si incastrano su una pianta a tre passaggi in una struttura a telaio in acciaio per formare una struttura a cupola centrale. La cupola è composta da tre gusci di cemento deformati che hanno uno spessore di 7 cm e si sostengono a vicenda. Pesano su dodici sottili pilastri al nodo. La copertura della cupola è realizzata in lamiera di rame, la cui patina verde chiaro ha dominato l'aspetto esterno fino ad una ristrutturazione generale negli anni '90, le placche che furono rinnovate in quel momento sono trattate in superficie, da allora la chiesa è stata ricoperta da una pesante cupola color rame. Lo spazio tra la chiesa e la vecchia torre ora funge da piazzale, alcuni elementi stilistici segnano il corso dell'ex navata.
In origine, Schneider-Esleben avrebbe dovuto occuparsi del design degli interni del nuovo edificio, ma il pastore Peter Dohr è riuscito a conquistare l'importante scultore Ewald Mataré. Dal 1955 in poi, Mataré, sostenuto dai suoi studenti, dotò San Rocco di una prima pietra, fonte battesimale, pulpito, altare, sedili e diversi oggetti sacri.
La chiesa di San Rocco è un edificio storico dal 1988 e, nel 1991, è stata consacrata dal cardinale Joachim Meisner.
Alla torre è attaccato un crocifisso (senza croce) creato da Bert Gerresheim nel 1982 per la Giornata cattolica tedesca. È dedicata al padre francescano Maximilian Kolbe assassinato ad Auschwitz.
Per Friedhelm Mennekes, la chiesa è «l'edificio più radicale dalla seconda guerra mondiale».